# آيفون 16 برو
آيفون 16 برو وآيفون 16 برو ماكس هما هاتفان ذكيان طورتهما وسوقتهما شركة أبل ضمن سلسلة آيفون الرائدة من الجيل الثامن عشر، خلفًا لآيفون 15 برو وآيفون 15 برو ماكس، وتمَّ الإعلان عنهما يوم 9 سبتمبر عام 2024، جنبًا إلى جنب مع آيفون 16 وآيفون 16 بلس، وطرحا في الأسواق يوم 20 سبتمبر 2024. يتضمن آيفون 16 برو وآيفون 16 برو ماكس شاشة أكبر بمقاس 6.3 بوصة ومقاس 6.9 بوصة على التوالي، ومعالج أسرع، كما أنهما مزودان بنسخة مطوَّرة من الكاميرا الواسعة والكاميرا الواسعة للغاية، ويدعمان واي فاي (الإصدار السابع)، وبطارياتهما أكبر حجمًا، ويأتي مثبتًا عليهما نظام التشغيل آي أو إس 18.

## وصلات خارجية
- الموقع الرسمي